# Les Moitiers-en-Bauptois
Les Moitiers-en-Bauptois  là một xã thuộc tỉnh Manche trong vùng Normandie tây bắc nước Pháp. Xã này nằm ở khu vực có độ cao trung bình 22 mét trên mực nước biển.